# Alan Parkinson
Alan Parkinson   (Darlington, 29 de juliol de 1949) és un fotògraf i un artista conceptual anglès que viu a Gex (França) i que té un taller a Nottingham. És conegut pels seus luminaria, una forma d'art conceptual o d'arquitectura portàtil, feta d'estructures efímeres de fulles d'un plàstic especial i dins de les quals el visitant pot caminar. La fabricació demana molt de mà d'obra i hi implica persones amb trastorns d'aprenentatge. El 2012, vint anys després de crear el taller Architects of Air, ja havia participat en més de cinc-cents exposicions arreu al món.

## Història

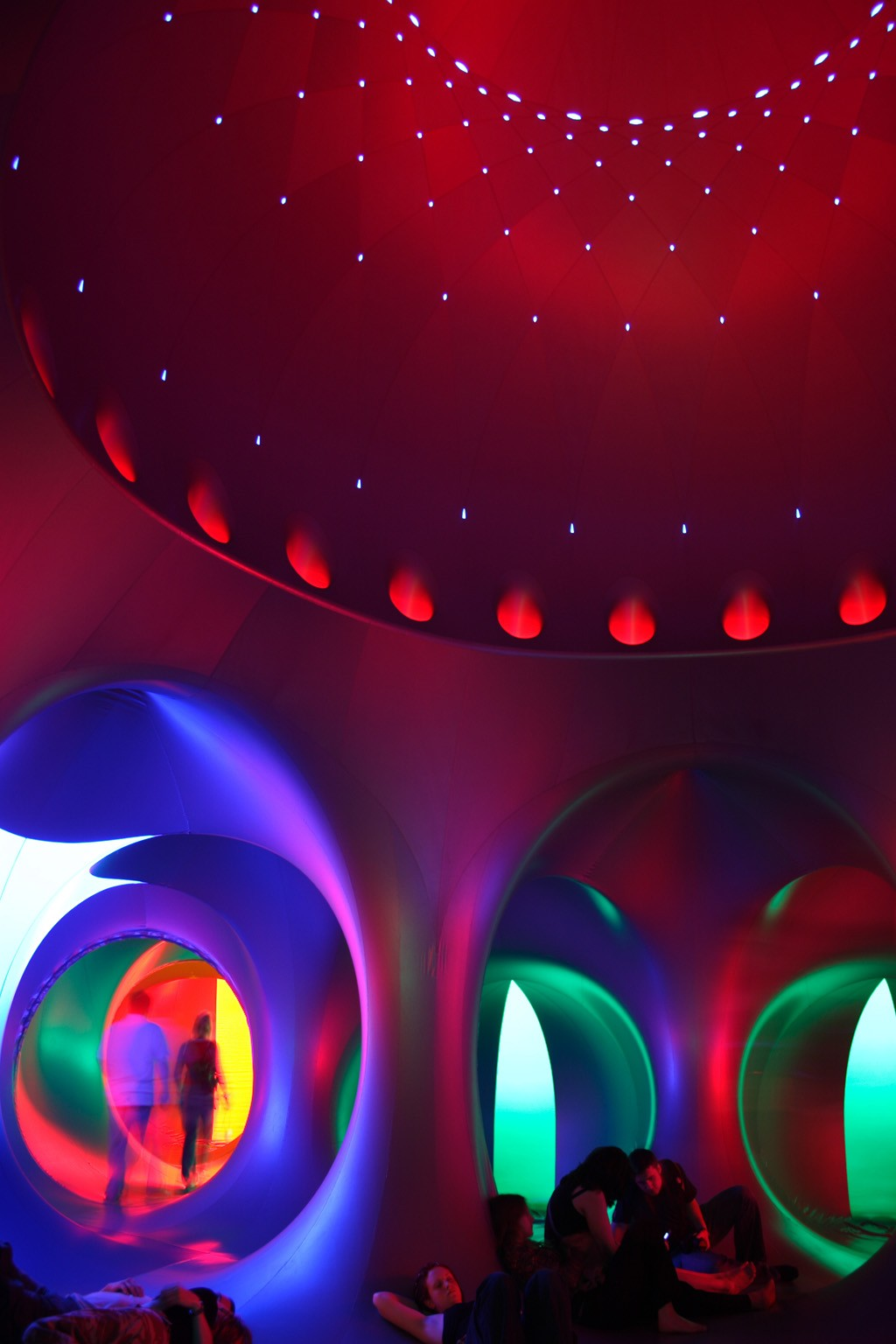
Dins de la cúpula central de Levity II

Va estudiar a la Universitat de Nottingham Trent. De 1981 a 1985 va ensenyar l'art de la fotografia i del film. A partir d'una experiència de reinserció amb delinqüents que construïen joguines inflables, a la primeria dels anys 1980 va començar a experimentar amb escultures pneumàtiques, després d'observar i analitzar les febleses d'aitals estructures. Li semblava que els nens s'excitaven massa en els castells inflables tradicionals i va començar estudiar estructures que al contrari havien de portar assossec. S'hi inspira de formes de l'arquitectura gòtica i islàmica i de les concepcions orgàniques de l'arquitectura de Frei Otto i d'Antoni Gaudí i Cornet. El 1992 Alan Parkinson va crear la societat Architects of Air que ocupa un taller a una antiga fàbrica de tèxtil a Nottingham. Durant l'hivern, s'hi assemblen les noves estructures. El 2010 tenia sis luminaria que giraven arreu al món.

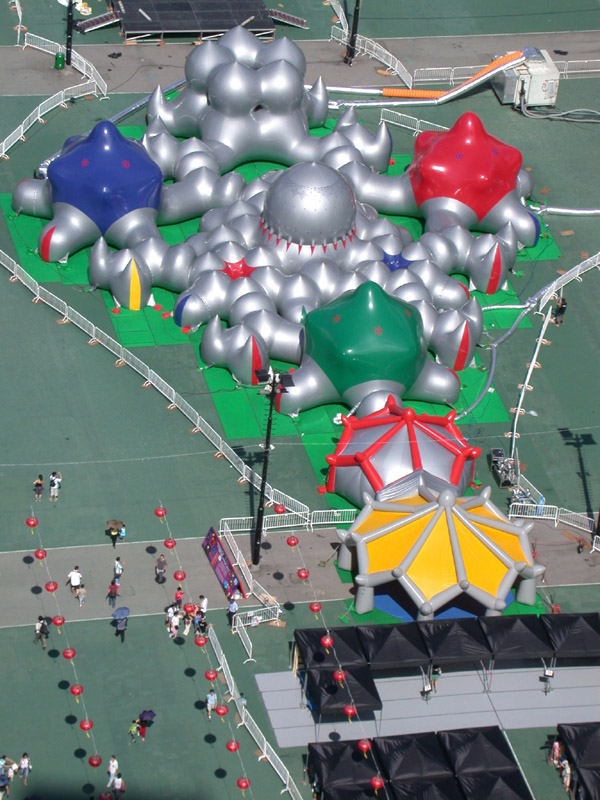
Vista aèria del Levity II a Hong Kong

Dins de les estructures, anomenades luminarium, Alan Parkinson juga amb la transparència de la llum natural a través de les fulles de plàstica opaca de diversos colors.
La vida útil d'una escultura luminaria és d'uns dos-cents dies. És per essència un art efímer que ningú pot posseir sinó als seus records. Segons l'esculptor txec Jatin Kronz «Un ‘luminari’ respon a una necessitat humana, un espai a mig camí entre una catedral i una matriu.»
En la història anecdòtica es recorda la visita de la model Naomi Campbell, que volia visitar un Luminarium sense treure els talons d'agulla.

## Obres destacades

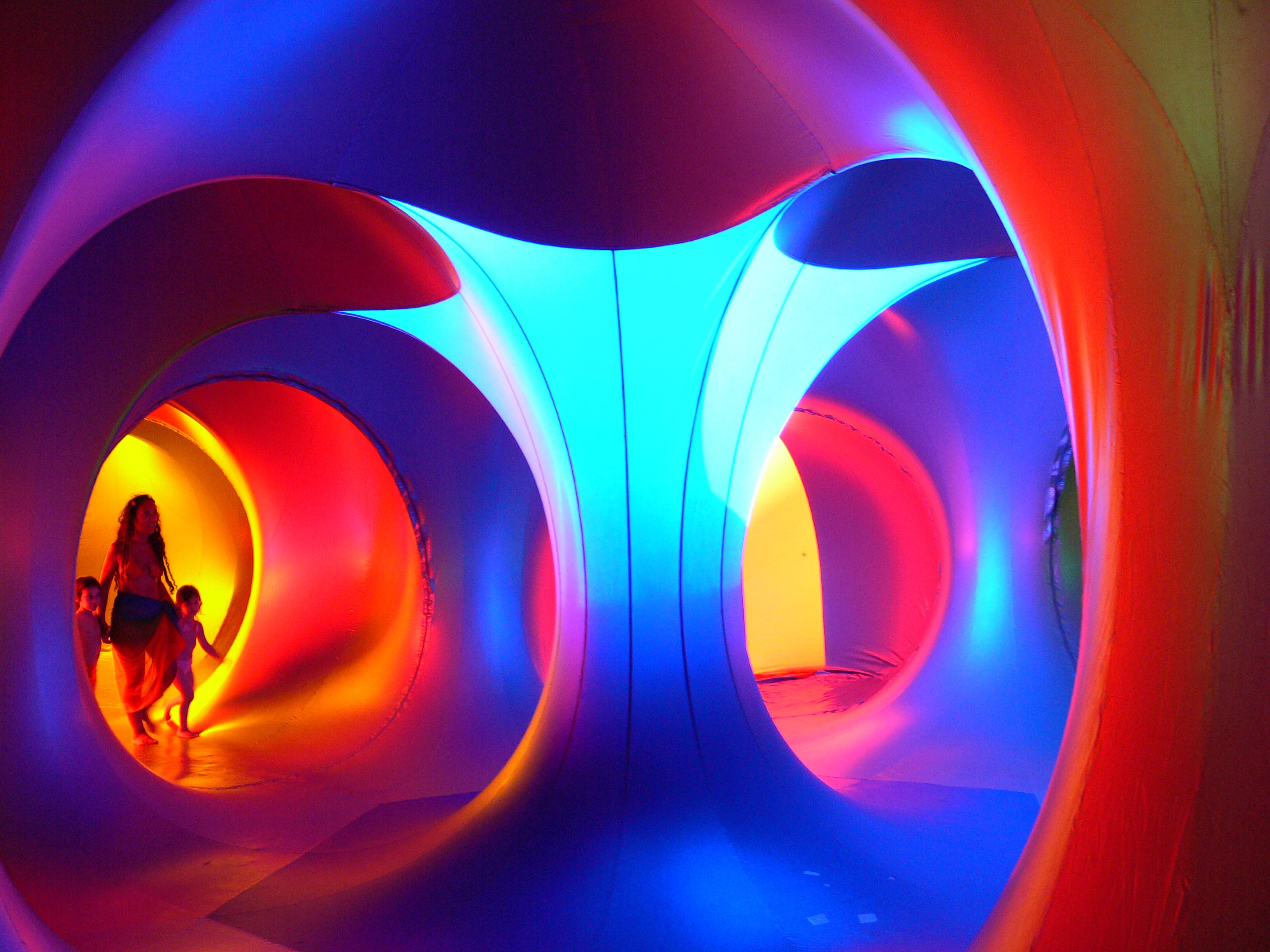
Passeig familiar al Levity II

- Eggopolis (1990-1997): la primera estructura pneumàtica d'un 518 m² a la qual el públic podia entrar. Va concebre l'estructura com un teatre temporani per a una obra teatral amb persones amb discapacitat.[3] Eggopolis va girar a Anglaterra, va ser instal·lat al festival de teatre d'Edimburg i a Singapur.[3]
- Meggopolis (1995): una segona estructura major, inaugurada a Calgary (Canadà) que va fer una gira als Estats Units i el Canadà.[11]
- Arcazaar (2001) a l'exposició Deu segles d'arquitectura a Praga[12]
- L'snub icosidodecahedron (‘gran icosidodecàedre xato’) (2005)
- Levity II (2005): inaugurada a Baile Átha Cliath i Levity III (2010)[4]
- Terceradix (2022) Luminari creat per celebrar els trenta anys[8]
- Arborialis (2023) exposat entre d'altres al Barcelona Festival d'arts lumíniques[9][13][14]